# Nyctotingis
Nyctotingis is een geslacht van wantsen uit de familie van de Tingidae (Netwantsen). Het geslacht werd voor het eerst wetenschappelijk beschreven door Carl John Drake in 1922.

## Soorten
Het genus bevat de volgende soorten:

- Nyctotingis nexilis Drake, 1948
- Nyctotingis osborni Drake, 1922